# Дуплексне ультразвукове сканування
Дуплексне ультразвукове сканування — поєднання доплерівського ультразвукового сканування з традиційним ультразвуковим дослідженням, що дозволяє лікареві побачити структуру кровоносних судин. Дуплексне сканування показує рух крові по судинах і дозволяє вимірювати швидкість кровотоку. Цей метод також дозволяє визначити діаметр судин і виявити їх закупорку. При традиційному ультразвуковому дослідженні застосовуються ультразвукові хвилі, нечутні людським вухом, які відбиваються від кровоносних судин. Комп'ютер далі перетворить їх в двомірне чорно-біле зображення.

## Застосування дуплексного ультразвукового сканування
Доплерівське ультразвукове дослідження дозволяє визначити швидкість, з якою звукові хвилі відбиваються від елементів, що рухаються. Пучок ультразвукових хвиль ударяється об еритроцити крові і відбивається, причому швидкість ультразвука залежить від швидкості руху еритроцитів. На основі доплерівського дослідження формується двомірне зображення, яке показує, чи є перешкода кровотоку у вигляді звуження судин атероматозними бляшками.
При дуплексному скануванні лікар використовує два типи ультразвукового дослідження разом.
Традиційний ультразвук показує структуру кровоносних судин, а доплерівське дослідження показує рух крові по них. Дуплексне сканування дає зображення, яке може бути кольоровим, що вказує лікареві місце порушення кровотоку, а також на його швидкість і напрям.

## Діагностика
Дуплексне сканування застосовується в діагностиці наступних захворювань:
- окклюзвоно-стенотичне захворювання сонних артерій (порушення мозкового кровопостачання)
- захворювання судин нижніх кінцівок (облітеруючий атеросклероз, аневризми артерій, тромбоз глибоких вен, варикозна хвороба)
- захворювання судин верхніх кінцівок (хвороба Рейно, синдром грудної верхньої апертури, тромбози вен)
- оклюзивні захворювання аорти і клубових судин
- варикозне розширення вен нижніх кінцівок
- аневризми черевного і грудного відділів аорти

Ускладнень або побічних ефектів після дуплексного сканування немає.

## Технологія
Дуплексне ультразвукове дослідження передбачає використання високочастотних звукових хвиль для визначення швидкості кровотоку та структури вен ніг. Термін «дуплекс» відноситься до того факту, що використовуються два режими ультразвуку, доплерівський і В-режим. Перетворювач В-режиму (як мікрофон) отримує зображення судини, що вивчається. Допплерівський зонд у датчику оцінює швидкість і напрямок кровотоку в судині.
Наприклад, дуплексне сканування сонної артерії може бути виконано для оцінки оклюзії (закупорки) або стенозу (звуження) сонних артерій шиї та/або гілок сонної артерії. Цей вид доплерографічного обстеження забезпечує двовимірне (2-D) зображення артерій, щоб можна було визначити структуру артерій та місце оклюзії, а також ступінь кровотоку.
Існують різні види дуплексних ультразвукових досліджень. Деякі з них включають:
- Артеріальне та венозне дуплексне УЗД живота. Цей тест досліджує кровоносні судини та кровотік у черевній області.
- Дуплексне УЗД сонної артерії дивиться на сонну артерію на шиї.
- Дуплексне УЗД кінцівок дивиться на руки або ноги.
- Дуплексне УЗД нирок досліджує нирки та їх судини.